# 鎌原桐山
鎌原 桐山（かんばら とうざん、安永3年11月14日（1774年12月16日） - 嘉永5年閏2月26日（1852年4月15日））は、江戸時代の武士、漢学者。門弟の佐久間象山や山寺常山らとともに、松代三山と並び称された。諱は重賢、のち藩主の真田幸貫の偏諱を賜り貫忠と改める。字は子恕。通称は伯耆、石見。

## 生涯
信濃国松代藩の重臣鎌原重義の三男に生まれる。19歳で家督を継ぎ、1000石を給され首席家老に進んだ。長国寺の住職千丈実巌に詩文を学び、江戸で佐藤一斎に漢学を学ぶ。武技にも優れ、射術、馭術、槍術、剣術、兵学、拳法、銃法、小笠原流礼法、故実、点茶などの諸芸に通じた。私塾の朝陽館には多くの門弟が集まり、文化10年（1813年）藩儒の林単山が藩の学政責任者に任じられると、塾生を藩校に送り出した。天保7年（1836年）に病臥し、致仕した。
蔵書は1万巻をかぞえ、著書に「桐山漫筆（朝陽館漫筆）」、「大東鈴家智嚢」などがある。漫筆は文化5年（1808年）に筆を起こし、嘉永3年（1850年）に完結、全162巻の大著で、古文書、金石文、故実、人物伝、口碑、寺伝、詩歌、考古学絵図など、内容は多岐にわたる。昭和9年（1934年）に北信郷土叢書刊行会が12冊にまとめて復刊した。